# Tetragnatha crassichelata
Tetragnatha crassichelata là một loài nhện trong họ Tetragnathidae.
Loài này thuộc chi Tetragnatha. Tetragnatha crassichelata được miêu tả năm 1975 bởi Chrysanthus.